# 卑爾根氣象學派
卑爾根氣象學派是氣象學的一個學派，現代天气预报的大部分基礎理論即來自該學派。

## 概要
卑爾根氣象學派是由挪威氣象學家威廉·皮耶克尼斯和與他合作的年輕學者於1917年成立。該學派試圖以大氣層的流體動力學和熱力學交互作用之數學模式定義大氣層運動。其中部分理論先前已由比耶克尼斯本人發現或解釋，從而讓氣象學家得以透過系統性資料分析讓數學方式預報天氣成為可能。卑爾根氣象學派的研究成果大多在挪威卑爾根大學地球物理研究所完成。

## 1917－1926年間威廉·皮耶克尼斯的協助者
- 雅各布·皮耶克尼斯
- 哈爾法·索爾伯格（英语：Halvor Solberg）
- 托爾·伯格朗（英语：Tor Bergeron）
- 卡尔-古斯塔夫·罗斯贝
- 斯維勒·皮特森（英语：Sverre Petterssen）
- 埃里克·帕爾門（英语：Erik Palmén）
- 埃里克·比約達爾（Erik Björkdal）
- 斯韋恩·羅斯蘭
- 卡爾·路德維格·哥得斯克（英语：Carl Ludvig Godske）
- 約翰·桑德斯特倫（英语：Johan Sandström）

## 外部連結
- （英文） Biography of Jacob Bjerknes（页面存档备份，存于） by Arnt Eliassen with description of the School